# Matias Cardoso
Matias Cardoso là một đô thị thuộc bang Minas Gerais, Brasil. Đô thị này có diện tích 1938,429 km², dân số năm 2007 là 10270 người, mật độ 3,5 người/km².